# Beckstedt
Beckstedt ist ein Ortsteil der Gemeinde Colnrade in der Samtgemeinde Harpstedt im niedersächsischen Landkreis Oldenburg.

## Geografie und Verkehrsanbindung
Der Ort liegt 2 km nordöstlich von Colnrade und 10 km südwestlich des Fleckens Harpstedt.
Südlich des Ortes fließt der Beckstedter Bach, ein rechter Nebenfluss der 2 km westlich verlaufenden Hunte.
Beckstedt liegt an der Linie 232 der Delmenhorst-Harpstedter Eisenbahn.

## Politik
Auf kommunaler Ebene wird der Ortsteil Beckstedt vom Gemeinderat aus Colnrade vertreten.

## Kultur und Sehenswürdigkeiten
Überregional bekannt ist Beckstedt durch den Sonnenstein von Beckstedt, einer etwa 90 cm hohen Platte aus rötlichem Granit, auf deren ebener Vorderseite elf konzentrische Kreise um ein mittleres Schälchen herum eingearbeitet sind. Eine Nachbildung steht an der Bushaltestelle von Beckstedt. Das Original des Sonnensteins befindet sich seit 2025 als Dauerleihgabe des Archäologischen Landesmuseum Schloss Gottorf im Dorfgemeinschaftshaus in Colnrade. Die Gemeinde Colnrade führt eine Abbildung des Steines in ihrem Wappen.

Wappen der Gemeinde Colnrade

## Vereine
- Schützenverein Beckstedt 1889 e. V.